# Kilis (provincie)
Kiliská provincie je území v Turecku ležící v Jihovýchodní Anatolii. Do roku 1995 se jednalo o součást provincie Gaziantep. Rozkládá se na ploše 1 642 km2 a na konci roku 2009 zde žilo 122 104 obyvatel.

## Administrativní členění
Provincie Kilis se administrativně člení na 4 distrikty:
- Elbeyli
- Kilis
- Musabeyli
- Polateli